# Урочище Ступник
Уро́чище Сту́пник — ботанічна пам'ятка природи місцевого значення в Україні. Розташована в селі Нараїв Тернопільського району Тернопільської області, в правій частині заплави річки Нараївка. 
Площа — 0,5 га. Оголошена об'єктом природно-заповідного фонду рішенням виконкому Тернопільської обласної ради № 131 від 14 березня 1977 року. Перебуває у віданні місцевої селянської спілки. 
Під охороною валеріана лікарська — цінний вид лікарських рослин.